# Tributo a Leusemia
Tributo a Leusemia - 1983–2003 es un disco homenaje realizado por bandas de rock peruano por los 20 años de trayectoria del icónico grupo de rock subterráneo Leusemia.

## Lista de canciones
| N.º | Título                                                                      | Duración |  |
| 1.  | «Un lugar - Leusemia» (Terreviento)                                         | 2:40     |  |
| 2.  | «Don Pedro Marmaja - Moxón» (Zevende)                                       | 2:23     |  |
| 3.  | «Sed de sed - Al final de la calle» (Campo de Almas)                        | 5:40     |  |
| 4.  | «¡Al ramerío! - A la mierda lo demás» (Chabelos)                            | 3:52     |  |
| 5.  | «Extinción - Leusemia» (Carlos Criminal)                                    | 4:37     |  |
| 6.  | «La karacola subterránea - A la mierda lo demás» (Distorsión)               | 5:31     |  |
| 7.  | «Barras malditas - A la mierda lo demás» (M.A.S.A.C.R.E.)                   | 3:26     |  |
| 8.  | «Distancias - Al final de la calle» (D'Mente Común)                         | 3:11     |  |
| 9.  | «Dunas de sal - Yasijah» (El Syd)                                           | 4:24     |  |
| 10. | «Oirán tu voz, oirán nuestra voz - Leusemia» (Cementerio Club)              | 4:11     |  |
| 11. | «Decapitados - Leusemia» (Suda)                                             | 3:38     |  |
| 12. | «Instantes Eternos - Moxón» (Orgus)                                         | 3:48     |  |
| 13. | «Eclipse en la corte de los cuentos desolados - Yasijah» (Matando Tu F. E.) | 7:01     |  |
| 14. | «El asesino de la ilusión - A la mierda lo demás» (Ni Voz Ni Voto)          | 4:41     |  |
| 15. | «Astalculo - Leusemia» (Inyectores)                                         | 3:13     |  |
| 16. | «Por la senda del pastel - A la mierda lo demás» (Contracorriente)          | 1:33     |  |
| 17. | «Al colegio no voy más - A la mierda lo demás» (R3SET)                      | 2:26     |  |

| Bonus |                                                                                       |          |  |
| N.º   | Título                                                                                | Duración |  |
| 18.   | «Distancias - Al final de la calle» (Cardenales)                                      | 3:42     |  |
| 19.   | «Gatos de bronce - Al final de la calle» (Claudia Maúrtua y Lobo)                     | 1:28     |  |
| 20.   | «A la kloaka - Patíbulo de langostas o las trompetas de la demencia» (Rafo Ráez Luna) | 4:33     |  |